# Перший Чехословацький армійський корпус

Перший Чехословацький армійський корпус — чехословацьке військове з'єднання, сформоване у роки Другої світової війни на території СРСР, що воювало на радянсько-німецькому фронті.

## Передісторія
Після окупації Чехословаччини нацистською Німеччиною в березні 1939 року велика кількість колишніх військовослужбовців розформованої окупантами чехословацької армії покинула країну. З їх числа в березні 1939 року в Польщі почалося формування Чехословацького легіону. Його чисельність перевищувала 900 осіб, він розташовувався в Кракові, Львові та інших містах на сході Польщі. На озброєнні легіону було всього 12 кулеметів і 50 гвинтівок, боєздатною частиною він не був.
Після вторгнення німців у Польщу у вересні 1939 року легіон відійшов до східного кордону країни. Після вторгнення радянських військ частини легіону 18 вересня 1939 року опинилися на окупованій радянськими військами території і без опору склали зброю. Особовий склад легіону був оголошений інтернованими особами і перебував у окремих таборах для інтернованих осіб. Щодо їх подальшої долі радянський уряд не мав чіткої позиції, а тому, ймовірно, розраховував на те, що проблема чехословацьких військових вирішиться сама собою. З 1940 р. СРСР не перешкоджав виїзду колишніх легіонерів до Франції та інших країн для участі в боях проти Німеччини в союзницьких арміях. Основна маса колишніх легіонерів скористалася цією можливістю.
Однак зі зростанням загрози нападу Німеччини на СРСР ситуація почала змінюватися. На переговорах між СРСР та Чехословацьким урядом у вигнанні в травні 1941 було підписано союзницьку угоду, в одному з пунктів якої СРСР дозволяв формування чехословацьких частин на радянській території. 27 вересня 1941 року був підписаний радянсько-чехословацький військовий договір, згідно з яким почалося формування чехословацького піхотного батальйону.

## Окремий Чехословацький піхотний батальйон
Формування батальйону почалося в січні 1942 року в Бузулуці. Його основою стали 93 колишні легіонери, що залишилися до того часу в СРСР. Надалі в батальйон включалися інтерновані чехи та словаки (у тому числі засуджені за «нелегальний перетин кордону», для яких була оголошена спеціальна амністія), радянські громадяни чехословацького походження (зокрема волинські чехи), русини, що тікали від угорців у СРСР, та євреї, що втікали з Чехословаччини. Формування батальйону здійснювалось зі значними проблемами і тяганиною, втім це дозволило командирові батальйону Людвіку Свободі провести інтенсивні бойові навчання, і рівень підготовки особового складу батальйону виявився дуже високий.
Особовий склад був обмундирований у чехословацьку військову форму, мав чехословацькі військові звання та проходив службу за військовим статутом чехословацької армії. З організаційних питань батальйон підпорядковувався чехословацькому уряду у вигнанні, за оперативними — вищому командуванню тих радянських військових частин, яким він надавався. Надалі такий порядок зберігався до кінця війни.
30 січня 1943 року чехословацький батальйон склав військову присягу. У його складі налічувалося 974 особи, в тому числі 26 офіцерів, 10 ротмістрів, 237 унтер-офіцерів, 663 рядових. З 1 лютого розпочато відправлення на фронт. До початку березня 1943 року батальйон увійшов до складу 3-ї танкової армії Воронезького фронту і 3 березня зайняв оборону в районі села Соколово Харківської області. 6 березня батальйон розсіяв німецьку розвідувальну частину і знищив один танк. 8-9 березня батальйон вів кровопролитний бій, спільно з радянськими частинами відбиваючи численні атаки ворога в ході Харківської оборонної операції. Втративши за два дні боїв 112 бійців убитими і зниклими безвісти (у тому числі 3 командири рот і 10 командирів взводів) та 106 пораненими, за наказом командування батальйон відійшов із займаних рубежів і 15 березня вийшов із-під загрози оточення в районі Харкова. Спочатку його знову було поставлено на оборонні позиції, але 25 березня у зв'язку з тим, що радянські війська зупинили німецький наступ — виведено в тил.

## 1-ша окрема Чехословацька піхотна бригада
Радянське командування високо оцінило бойові якості чехословацького батальйону, проявлені в першій битві. Вже 15 травня 1943 року було видано Постанову Державного Комітету Оборони про формування на основі батальйону 1-ї окремої Чехословацької піхотної бригади. Формування проводилося в Новохоперську.
До 30.09.1943 року бригада налічувала 3 517 осіб, у тому числі 114 офіцерів. У ній були танкова рота (20 танків), 30 мінометів, 28 гармат, 110 кулеметів, 43 протитанкових рушниць, 11 зенітних установок. Чисельність радянських військовослужбовців у бригаді була обмеженою порівняно з військовими формуваннями інших країн: так, у бригаді був тільки 21 офіцер Червоної Армії і 148 солдатів. Вони призначалися на посади військових фахівців, у яких у чехословаків був некомплект (медперсонал, радисти, частина артилеристів).
У жовтні 1943 р. бригада була перекинута на 1-й Український фронт. З 4 листопада вона брала участь у Київській наступальній операції, відзначилася при штурмі Києва і Білої Церкви, у Київській оборонній операції, в Житомирсько-Бердичівській і в Корсунь-Шевченківській операціях. За відзначення в зимовій кампанії 1943–1944 років бригада нагороджена двома радянськими і двома чехословацькими нагородами. У березні 1944 р. бригада виведена в тил.

## 1-й Чехословацький армійський корпус
10 квітня 1944 р. на базі бригади почалося формування 1-го Чехословацького армійського корпусу в складі 3 піхотних бригад, танкової бригади, артилерійського полку, саперного та автомобільного батальйонів, допоміжних підрозділів. Окрім того, командуванню корпусу підпорядковувалася сформована під Москвою повітряно-десантна чехословацька бригада. У прилеглих до Закарпаття районах, де проживало багато словаків і русинів, була проведена мобілізація бійців у корпус. Загальна чисельність корпусу становила 16 171 особу.
У серпні 1944 року корпус перекинутий на 1-й Український фронт, що наближався до чехословацького кордону в Карпатах. В Східно-Карпатської операції корпусу приділялася важлива роль в ході наступу на допомогу розпочатого Словацького повстання. Проте в перший же день участі в боях 9 вересня через незадовільну розвідку і недолуге управління, дві бригади корпусу потрапили під зосереджений удар артилерії противника і зазнали великих втрат (611 осіб). Командувач військами фронту маршал Конєв своїм наказом замінив командира корпусу, хоча не мав таких повноважень. Тим не менше, екзильний уряд був змушений підтвердити зміну командувача.
Частини корпусу у важких кровопролитних боях проривали один за іншим оборонні позиції в горах. 20 вересня було звільнене місто Дукля, а 6 жовтня штурмом узятий укріплений Дукельський перевал, розташований на старому кордоні з Чехословаччиною. Цього дня чехословацькі і радянські частини вступили на чехословацьку територію, поклавши початок звільненню країни від німецьких окупантів. До листопада корпус продовжував наступальні бої, потім перейшов до оборони. Більше в тил корпус не виводився, діючи на фронті до кінця війни. Підготовка особового складу і переформування підрозділів здійснювалися в навчальних і запасних частинах корпусу.
До кінця війни корпус воював у складі 38-ї армії 4-го Українського фронту. З січня 1945 року він наступав в ході Західно-Карпатської операції, з лютого — в обороні, з березня — знову в наступі в Моравська-Остравскій операції. 30 квітня 1945 року частини корпусу з боями вступили на територію чеських земель. Однак уперті бої з німецькою групою армій «Центр» тривали до кінця війни. Передовий загін корпусу на радянських танках 10 травня 1945 року провів свій останній бій проти німців і вступив у Прагу.
17 травня 1945 року відбувся парад всього особового складу корпусу в Празі. З червня 1945 р. на його базі почалося формування 1-ї армії Чехословацької народної армії. До кінця війни на фронті билося 18 087 бійців корпусу, а спільно з тиловими та навчальними частинами його чисельність становила 31725 осіб. Втрати корпусу (з урахуванням втрат окремого батальйону та окремої бригади в 1943–1944 роках) склали 4011 осіб загиблими, зниклими безвісти і померлими від ран. Захоплені в німецький полон бійці зазнавали страшних тортур.
Окрім корпусу, в СРСР були сформовані й інші військові частини. З січня 1944 формувалася 2-га Чехословацька повітряно-десантна бригада. У вересні-жовтні 1944 року вона була закинута в Словаччину і билася спільно з повстанцями в ході Словацького національного повстання. Після придушення повстання частини бригади з великими втратами пробилися через лінію фронту і були включені до складу Чехословацького армійського корпусу. Крім того, з травня 1944 року формувався чехословацький винищувальний авіаційний полк, а з січня 1945 року — чехословацька змішана авіаційна дивізія. Вони також брали участь у боях.

### Командири корпусу
- З 10.04.1944 року — бригадний генерал Ян Кратохвіл
- З 11.09.1944 року — бригадний генерал Людвік Свобода
- З 3.04.1945 року — бригадний генерал Карел Клапалек

## Нагороди
Чехословацька бригада була нагороджена орденами Суворова II ступеня і Богдана Хмельницького I ступеня, чехословацьким Військовим Хрестом та медаллю «За хоробрість перед ворогом».
Кілька тисяч бійців і командирів корпусу нагороджені радянськими і чехословацькими орденами і медалями. Шестеро бійців удостоєні звання Героя Радянського Союзу: надпоручник Отакар Ярош, капітан Антонін Сохор, капітан Ріхард Тесаржик, підпоручик Йозеф Буршик, поручик Степан Вайда, генерал армії Людвік Свобода. Шість бійців удостоєні звання Героя Чехословацької Соціалістичної Республіки: генерал армії Людвік Свобода, генерал армії Карел Клапалек, підполковник Йозеф Коль, капітан Франтішек Вранов, капітан Венделін Опатрни, надпоручник Рудольф Ясіок.